# Harry Turtledove

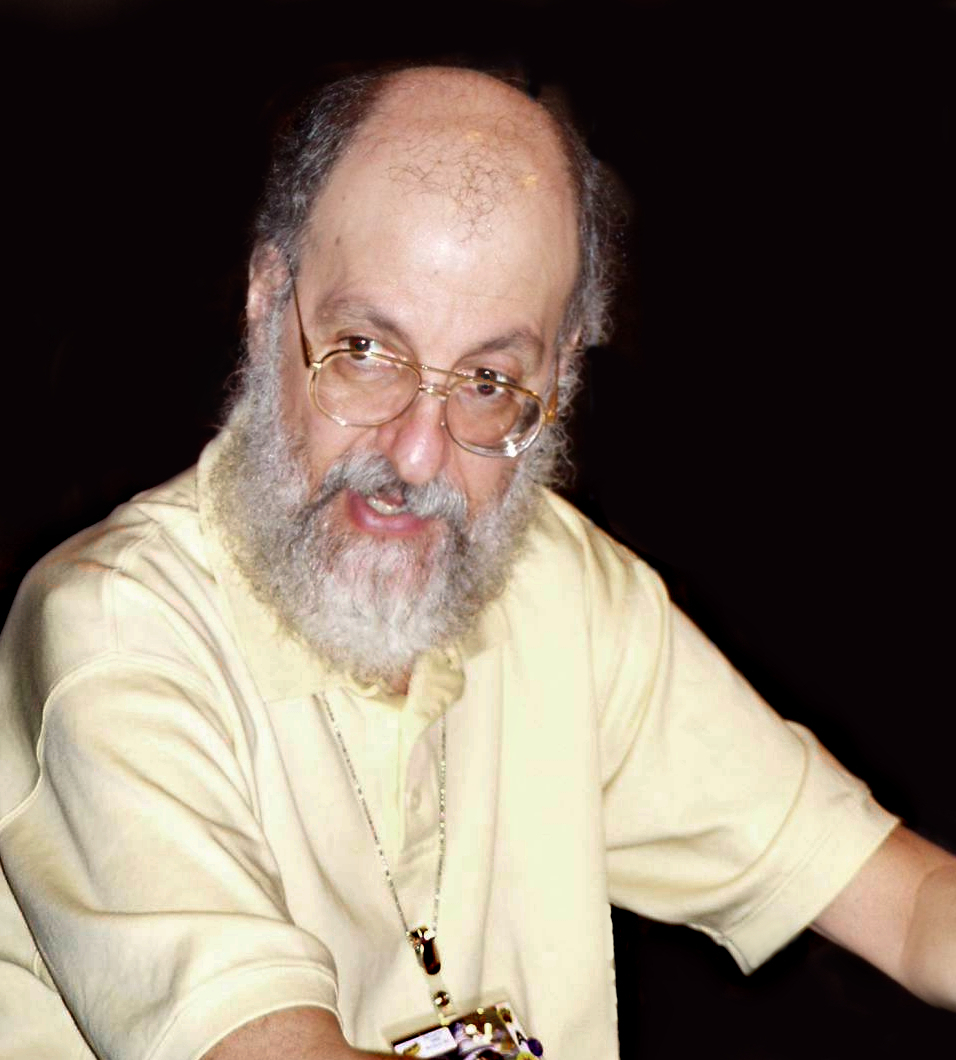
Harry Turtledove bij de Worldcon 2005 in Glasgow

Harry Turtledove (Los Angeles, Californië, 14 juni 1949) is een Amerikaans geschiedkundige en schrijver van  sciencefiction, fantasy en historische fictie. Hij is waarschijnlijk de bekendste beoefenaar van het subgenre alternatieve geschiedenis.
Turtledove promoveerde aan UCLA in Byzantijnse geschiedenis. Twee jaar later publiceerde hij zijn eerste twee romans, Wereblood en Werenight, onder het pseudoniem "Eric G. Iverson". Zijn redacteur had gedacht dat de lezers niet zouden geloven dat Turtledove zijn echte naam was en had daarom een Scandinavisch klinkende bedacht. Pas in 1985 bracht hij Herbig-Haro uit onder zijn eigen naam. Een ander vroeg pseudoniem was "Mark Gordian"; meer recent brengt hij historische romans onder de naam "H.N. Turteltaub".
Pas in 1991 werd hij beroepsmatig schrijver, daarvoor was hij technisch schrijver voor het bureau van onderwijs van Los Angeles County. Hij was penningmeester van de Science Fiction and Fantasy Writers of America van 1986 tot 1987.
Turtledove won de Hugo Award in 1994 voor de novelle Down in the Bottomlands.  Hij kreeg de Sidewise Award for Alternate History voor twee romans:  in 1998 How Few Remain en in 2003 met Ruled Britannia. 
Turtledove is getrouwd met SF-schrijfster Laura Frankos, zijn schoonbroer Steven Frankos is fantasy-schrijver. 

## Gedeeltelijke bibliografie
Elabon serie
- Wereblood (1979 - als Eric Iverson)
- Werenight (1979 - als Eric Iverson)
- Prince of the North (1994)
- King of the North (1996)
- Fox and Empire (1998)

Videssos - Time of Troubles
- The Stolen Throne (1995)
- Hammer and Anvil (1996)
- The Thousand Cities (1997)
- Videssos Besieged (1998)

Videssos - The Tale of Krispos
- Krispos Rising (1991)
- Krispos of Videssos (1991)
- Krispos the Emperor (1994)

Videssos - Legion
- The Misplaced Legion (1987)
- An Emperor for the Legion (1987)
- The Legion of Videssos (1987)
- The Swords of the Legion (1987)

Worldwar
- In the Balance (1994)
- Tilting the Balance (1995)
- Upsetting the Balance (1996)
- Striking the Balance (1996)
- Second Contact (1999)
- Down to Earth (2000)
- Aftershocks (2001)
- Homeward Bound (2004)

De Southern Victory ook wel de  Timeline 191

De Confederate States of America hebben de Amerikaanse Burgeroorlog gewonnen. Deze serie loopt vanaf het beslissende conflict tot aan de oorlog die gelijkstaat aan de Tweede Wereldoorlog, maar dan in gewijzigde vorm. De complete serie bestaat uit verschillende series, met geen duidelijke naam voor het grotere geheel. 
- How Few Remain (1997)
- De Great War Trilogy
  - American Front (1998)
  - Walk in Hell (1999)
  - Breakthroughs (2000)
- De American Empire Trilogy
  - American Empire: Blood and Iron (2001)
  - American Empire: The Center Cannot Hold (2002)
  - American Empire: The Victorious Opposition (2003)
- De Settling Accounts Tetralogy
  - Return Engagement (2004)
  - Drive to the East (2005)
  - The Grapple (2006)
  - In at the Death (2007)

Overige romans
- Agent of Byzantium (1987)
- A Different Flesh (1988)
- Noninterference (1988)
- A World of Difference (1990)
- Earthgrip (1991)
- The Case of the Toxic Spell Dump (1993)
- The Two Georges (1995- met Richard Dreyfuss)
- Thessalonica (1997)
- Between the Rivers (1998)
- Ruled Britannia (2002)
- Conan of Venarium (2003)
- In the Presence of Mine Enemies (2003)
- Days of Infamy (2004)
- End of the Beginning (2005)